# Équipe d'Ouganda de rugby à XV
L'équipe d'Ouganda de rugby à XV rassemble les meilleurs joueurs de l'Ouganda et est membre de Rugby Afrique.

## Historique
Au début des années 1950, les joueurs originaires de l'Ouganda, du Kenya et du Tanganyika sont regroupés dans l'Équipe d'Afrique de l'Est de rugby à XV. Quelques années plus tard, des équipes représentant chacun de ces trois protectorats sont formées.

## Classement World Rugby
L'équipe d'Ouganda occupe la 34ème du classement World Rugby avant l'entame de la Coupe d'Afrique 2018.

## Joueurs actuels
Joueurs appelés pour participer à la Coupe d'Afrique 2021-2022
| Poste            | Joueur                   | Club                                             |
| ---------------- | ------------------------ | ------------------------------------------------ |
| Pilier           | Collin Kimbowa           | Kobs RC                                          |
| Pilier           | Saul Kivumbi             | Kobs RC                                          |
| Pilier           | Asuman Mugerwa           | Kabras Sugar RFC                                 |
| Pilier           | Brian Odongo             | Kobs RC                                          |
| Pilier           | Santos Senteza           | Heathens RFC                                     |
| Talonneur        | Ronald Kanyanya          | Heathens RFC                                     |
| Talonneur        | Faragi Odugo             | Kobs RC                                          |
| Deuxième ligne   | Robert Angulalia Aziku   | Kobs RC                                          |
| Deuxième ligne   | Joaquim Chissano Olwangu | Mongers RC Entebbe                               |
| Deuxième ligne   | Eliphaz Emong            | Jinja Hippos RC                                  |
| Deuxième ligne   | Jacob Ochen              | Jinja Hippos RC                                  |
| Troisième ligne  | Desire Ayera             | Black Pirates RC                                 |
| Troisième ligne  | Kelvin Balagadde         | Black Pirates RC                                 |
| Troisième ligne  | Byron Oketayot           | Kobs RC                                          |
| Troisième ligne  | Mark Omoding             | Kenya Harlequin FC                               |
| Demi de mêlée    | Paul Epilo               | Heathens RFC                                     |
| Demi de mêlée    | Aaron Ofoywroth          | Heathens RFC                                     |
| Demi d'ouverture | Ivan Magomu              | Black Pirates RC                                 |
| Centre           | Justin Kimono            | Kobs RC                                          |
| Centre           | Pius Ogena               | Kobs RC                                          |
| Centre           | Ivan Otema               | Heathens RFC                                     |
| Ailier           | Maxwell Ebonga           | Jinja Hippos RC                                  |
| Ailier           | Solomon Okia             | Black Pirates RC                                 |
| Ailier           | Daudi Semwami            | Kobs RC                                          |
| Arrière          | Philip Wokorach          | Avenir sportif de Bédarrides Châteauneuf-du-Pape |

## Palmarès

### Coupe du monde
- 1987 : non invité
- 1991 : pas qualifié
- 1995 : pas qualifié
- 1999 : pas qualifié
- 2003 : pas qualifié
- 2003 : pas qualifié
- 2011 : pas qualifié
- 2015 : pas qualifié
- 2019 : pas qualifié

### Coupe d'Afrique
- Vainqueur : 2007
- Deuxième : 2012

### CAR Trophy
- Vainqueur : 2002